# China Open 2018 - Qualificazioni singolare maschile
Le qualificazioni del singolare maschile del China Open 2018 sono state un torneo di tennis preliminare per accedere alla fase finale della manifestazione. I vincitori dell'ultimo turno sono entrati di diritto nel tabellone principale. In caso di ritiro di uno o più giocatori aventi diritto a questi sono subentrati i lucky loser, ossia i giocatori che hanno perso nell'ultimo turno ma che avevano una classifica più alta rispetto agli altri partecipanti che avevano comunque perso nel turno finale.

## Teste di serie
1. Dušan Lajović (qualificato)
2. Tennys Sandgren (ultimo turno)
3. Matteo Berrettini (qualificato)
4. Malek Jaziri (spostato nel tabellone principale)

1. Cameron Norrie (ultimo turno)
2. Evgenij Donskoj (primo turno)
3. Vasek Pospisil (qualificato)
4. Michail Kukuškin (primo turno)

## Qualificati
1. Dušan Lajović
2. Vasek Pospisil

1. Matteo Berrettini
2. Radu Albot

## Tabellone

### Legenda
| - Q = Qualificato - WC = Wild card - LL = Lucky loser | - ALT = Alternate - SE = Special Exempt - PR = Protected Ranking | - w/o = Walkover - r = Ritirato - d = Squalificato |

### Sezione 1
|  | Primo turno | Primo turno    | Primo turno    | Primo turno | Primo turno |  |  | Ultimo turno | Ultimo turno   | Ultimo turno   | Ultimo turno | Ultimo turno |  |
|  |             |                |                |             |             |  |  |              |                |                |              |              |  |
|  | 1           | Dušan Lajović  | Dušan Lajović  | 6           | 6           |  |  |              |                |                |              |              |  |
|  | WC          | Wu Di          | Wu Di          | 2           | 4           |  |  | 1            | Dušan Lajović  | Dušan Lajović  | 6            | 6            |  |
|  |             | Il'ja Ivaška   | Il'ja Ivaška   | 3           | 5           |  |  | 5            | Cameron Norrie | Cameron Norrie | 4            | 4            |  |
|  | 5           | Cameron Norrie | Cameron Norrie | 6           | 7           |  |  |              |                |                |              |              |  |

### Sezione 2
|  | Primo turno | Primo turno         | Primo turno         | Primo turno | Primo turno |  |  | Ultimo turno | Ultimo turno    | Ultimo turno    | Ultimo turno | Ultimo turno |  |
|  |             |                     |                     |             |             |  |  |              |                 |                 |              |              |  |
|  | 2           | Tennys Sandgren     | Tennys Sandgren     | 6           | 6           |  |  |              |                 |                 |              |              |  |
|  | Alt         | Ramkumar Ramanathan | Ramkumar Ramanathan | 1           | 2           |  |  | 2            | Tennys Sandgren | Tennys Sandgren | 6(1)         | 2            |  |
|  | WC          | Te Rigele           | Te Rigele           | 1           | 2           |  |  | 7            | Vasek Pospisil  | Vasek Pospisil  | 7            | 6            |  |
|  | 7           | Vasek Pospisil      | Vasek Pospisil      | 6           | 6           |  |  |              |                 |                 |              |              |  |

### Sezione 3
|  | Primo turno | Primo turno       | Primo turno       | Primo turno | Primo turno |  |  | Ultimo turno | Ultimo turno      | Ultimo turno      | Ultimo turno | Ultimo turno |  |
|  |             |                   |                   |             |             |  |  |              |                   |                   |              |              |  |
|  | 3           | Matteo Berrettini | Matteo Berrettini | 6           | 6           |  |  |              |                   |                   |              |              |  |
|  | WC          | Zhang Zhizhen     | Zhang Zhizhen     | 3           | 2           |  |  | 3            | Matteo Berrettini | Matteo Berrettini | 6            | 6            |  |
|  |             | Jiří Veselý       | Jiří Veselý       | 7           | 6           |  |  |              | Jiří Veselý       | Jiří Veselý       | 3            | 2            |  |
|  | 6           | Evgenij Donskoj   | Evgenij Donskoj   | 63          | 3           |  |  |              |                   |                   |              |              |  |

### Sezione 4
|  | Primo turno | Primo turno      | Primo turno      | Primo turno | Primo turno |  |  | Ultimo turno | Ultimo turno   | Ultimo turno   | Ultimo turno   | Ultimo turno |  |
|  |             |                  |                  |             |             |  |  |              |                |                |                |              |  |
|  | Alt         | Li Zhe           | Li Zhe           | 5           | 4           |  |  |              |                |                |                |              |  |
|  |             | Viktor Troicki   | Viktor Troicki   | 7           | 6           |  |  |              | Viktor Troicki | Viktor Troicki | Viktor Troicki |              |  |
|  |             | Radu Albot       | Radu Albot       | 6           | 6           |  |  |              | Radu Albot     | Radu Albot     | Radu Albot     | w/o          |  |
|  | 8           | Michail Kukuškin | Michail Kukuškin | 2           | 4           |  |  |              |                |                |                |              |  |